# Café Hector
Café Hector er en dansk kortfilm fra 1996, der er instrueret af Lotte Svendsen efter manuskript af Anders Thomas Jensen.

## Handling
Cafe Hector er det nye in-sted for de smarte, hurtige og velformulerede. Her går snakken moderigtigt på raske fjed til akkompagnement af dampende kopper cappuccino. Uffe er ikke "in". Han får ingen cappuccino, men kan allernådigst få lov til at låne toilettet. Men Uffe er forberedt på situationen. Han tåler ikke flere ydmygelser. Han er bevæbnet.